# Oldenlandia johnstonii
Oldenlandia johnstonii là một loài thực vật có hoa trong họ Thiến thảo. Loài này được (Oliv.) K.Schum. ex Engl. mô tả khoa học đầu tiên năm 1892.